# Vitiněves
Vitiněves település Csehországban, a Jičíni járásban. Vitiněves Staré Místo, Tuř, Jičín, Nemyčeves és Slatiny településekkel határos. Lakosainak száma 331 fő (2024. január 1.).

## Népesség
A település lakosságának változását az alábbi diagram mutatja:
| Lakosok száma | 479  | 489  | 465  | 336  | 320  | 332  | 350  | 351  | 330  | 331  |
|               | 1869 | 1900 | 1921 | 1961 | 1980 | 2011 | 2016 | 2019 | 2021 | 2024 |